# マイケル・ウッドフォード
マイケル・ウッドフォード（Michael C. Woodford、1960年6月12日 - ）は、イングランド出身の実業家である。
日本の光学企業・オリンパスの英国子会社勤務などを経て、オリンパス本社執行役員、代表取締役社長を歴任。大英帝国勲章（MBE）受章。

## 人物
1960年（昭和35年）、マージーサイド州リバプール生まれ。最終学歴は、17歳のときに卒業した「ミルバンク・ビジネススクール」としている。

### 来歴
1981年（昭和56年）4月、イギリスの医療機器メーカー「キーメッド（KeyMed Ltd.）」に営業職として入社した。キーメッドは1986年（昭和61年）、オリンパス光学工業（当時）の完全子会社となったが、ウッドフォードは順調に昇進、入社から10年を経た1991年（平成3年）5月には、キーメッド社の代表取締役社長に就任した。
2003年（平成15年）6月にはオリンパス・キーメッド・グループ（英国）の取締役に就任。翌2004年（平成16年）10月にはオリンパスメディカルシステムズの取締役となって初めて日本に赴任し、直後の翌年1月からはオリンパスメディカルシステムズ・ヨーロッパ（ドイツ・ハンブルク）の取締役社長となった。
2008年（平成20年）4月、古巣であるキーメッドの代表取締役会長、さらにオリンパス・ヨーロッパ・ホールディングの代表取締役社長となった。

### オリンパス取締役
2008年（平成20年）6月、オリンパスの執行役員となって再び東京の本社に赴任、2年後の2011年（平成23年）4月1日付けで社長執行役員（President & COO）に就任。同年6月29日には株主総会決議によって、それまで社長を務めていた菊川剛に代わるオリンパスの代表取締役社長（Chairman & CEO）に就任した。

### 和解
イギリス労働審判所での訴訟で和解が成立し、和解金は1,000万UKポンド（当時の為替レートで約12億4,500万円）であった。

### 解任後
解任後、イギリス国内外問わずにメディアに露出し、オリンパス事件の真相を訴え続け、オリンパスの幹部数人が中心となって自身のオリンパス復帰を目指す署名運動を行った。
オリンパスが経営体制刷新を発表した際にはその内容に納得がいかなかったためプロキシーファイトを決意したが、国内の株主やメインバンクの同意を得られなかったり家族の精神的な負担が大きくなったりしたので最終的に断念した。